# Spartanii Sportul Selemet
CF Spartanii Sportul (rum. CSF Spartanii Sportul) – mołdawski klub piłkarski, mający siedzibę we wsi Selemet, na południu kraju, grający od sezonu 2023/24 w rozgrywkach mołdawskiej Divizia Națională.

## Historia
Chronologia nazw:
- 2011: Sparta Selemet (rum. CF Sparta Selemet)
- 26 marca 2018: CF Spartanii Sportul Selemet (rum. CSF Spartanii Sportul)

Klub piłkarski Sparta został założony w miejscowości Selemet w 2011 roku. W sezonie 2011/12 zespół zadebiutował w rozgrywkach Divizia B (D3), zajmując 10.miejsce w grupie południowej. W kolejnych trzech sezonach plasował się na siódmej pozycji w tabeli ligowej, a w sezonie 2015/16 zdobył mistrzostwo grupy południowej i awansował do Divizia A. W sezonie 2016/17 był szósty, a po reorganizacji mistrzostw zakończył kolejny sezon 2017 na czwartym miejscu, ale wycofał się z drugiej ligi przed rozpoczęciem kolejnego sezonu 2018, startując w rozgrywkach trzeciej ligi już jako Spartanii Sportul. Po wygraniu grupy południowej Divizii B występował w Divizii A od 2019 roku. W sezonach 2019 i 2021/22 zakwalifikował się do baraży playoff o promocję do pierwszej ligi, ale w obu przypadkach przegrał z wynikiem 0:1 przedstawicielom wyższej ligi - Codru Lozova i Zimbru Kiszyniów. W sezonie 2022/23 w pierwszej fazie zespół zajął drugie miejsce w grupie B i awansował w drugiej fazie do grupy 1. Końcowe czwarte miejsce promowało do baraży o awans do najwyższej ligi. W ćwierćfinale drużyna wygrała 7:1 z Real Succes Kiszyniów, ale w półfinale przegrała 0:2 z Dinamo-Auto Tyraspol. Jednak dzięki wycofaniu klubów Dinamo-Auto i Sfîntul Gheorghe Suruceni została przyjęta do Super Ligi.

## Barwy klubowe, strój, herb, hymn
|  |  |

Klub ma barwy czerwono-czarne. Zawodnicy domowe spotkania zazwyczaj grają w czerwonych koszulkach, czerwonych spodenkach oraz czerwonych getrach.

## Sukcesy

### Trofea międzynarodowe
Nie uczestniczył w rozgrywkach europejskich (stan na 31-05-2023).

### Trofea krajowe
| \| \| Zdobyte trofea w rozgrywkach Mołdawii (stan na: 31-05-2023) \| |                                                             |      |                              |
| Rozgrywki                                                            | Osiągnięcie                                                 | Razy | Sezon(y)                     |
| Mistrzostwo                                                          | I miejsce                                                   | 0    |                              |
| Mistrzostwo                                                          | II miejsce                                                  | 0    |                              |
| Mistrzostwo                                                          | III miejsce                                                 | 0    |                              |
| Mistrzostwo                                                          | ?.miejsce                                                   | 1    | 2023/24                      |
| Puchar                                                               | zdobywca                                                    | 0    |                              |
| Puchar                                                               | finalista                                                   | 0    |                              |
| Puchar                                                               | 1/8 finału                                                  | 4    | 2016/17, 2018, 2019, 2021/22 |
| II liga                                                              | I miejsce                                                   | 0    |                              |
| II liga                                                              | II miejsce                                                  | 0    |                              |
| II liga                                                              | III miejsce                                                 | 1    | 2019                         |
| Mołdawia                                                             | Zdobyte trofea w rozgrywkach Mołdawii (stan na: 31-05-2023) |      |                              |

- Divizia B Sud (D3):
  - mistrz (2x): 2015/16, 2018

## Poszczególne sezony

### Rozgrywki międzynarodowe

#### Europejskie puchary
Nie uczestniczył w rozgrywkach europejskich.

### Rozgrywki krajowe
| \| Mołdawia \| Bilans występów klubu w rozgrywkach piłkarskich Mołdawii (Stan na 31 maja 2023 r.) \| \| |                                                                                    |        |       |   |   |   |    |    |     |                 |        |        |      |
| Poziom                                                                                                  | Rozgrywki                                                                          | Sezony | Mecze | Z | R | P | B+ | B– | Pkt | Lata            | Awanse | Spadki | Naj. |
| I | Super Liga                                                                         | 1      |       |   |   |   |    |    |     | od 2023         | 0      | 0      | ?    |
| II | Divizia A                                                                          | 6      |       |   |   |   |    |    |     | 2017, 2019–2023 | 1      | 1      | 1    |
| III | Divizia B                                                                          | 6      |       |   |   |   |    |    |     | 2011–2016, 2018 | 2      | 0      | 1    |
| | Puchar Mołdawii                                                                    | 12     |       |   |   |   |    |    |     | od 2011/12      | 0      | 0      | 1/8  |
| Mołdawia                                                                                                | Bilans występów klubu w rozgrywkach piłkarskich Mołdawii (Stan na 31 maja 2023 r.) |        |       |   |   |   |    |    |     |                 |        |        |      |

## Piłkarze, trenerzy, prezydenci i właściciele klubu

### Piłkarze

#### Aktualny skład zespołu
Stan na1 sierpnia 2023
| Nr | Poz. | Piłkarz               |
| -- | ---- | --------------------- |
| 1  | BR   | Victor Buga           |
| 2  | OB   | Daniel Moisei         |
| 3  | OB   | Igor Arhirii          |
| 4  | PO   | Marc Anderson Kouadjo |
| 5  | OB   | Alexei Ciopa          |
| 6  | PO   | Vasile Luchita        |
| 7  | NA   | Kevin Aiba Koffi      |
| 8  | NA   | Marin Stan            |
| 10 | PO   | Gheorghe Andronic     |
| 11 | NA   | Gheorghe Spinu        |
| 12 | BR   | Valentin Matveevici   |
| 13 | NA   | Roman Șumchin         |

| Nr | Poz. | Piłkarz                  |
| -- | ---- | ------------------------ |
| 14 | OB   | Ocante Jorge Vieira Toto |
| 15 | PO   | Sane Hamed Dublan        |
| 16 | OB   | Ion Ghimp                |
| 17 | PO   | Sorin Chele              |
| 18 | OB   | Gheorghe Brinzaniuc      |
| 19 | PO   | Victor Beseti            |
| 20 | PO   | Vlad Danila              |
| 23 | PO   | Pavel Nazari             |
| 24 | PO   | Serghei Turcan           |
| 25 | OB   | Nicolae Rotaru           |
|    | PO   | Faye Balla               |

### Trenerzy
...
- 2018–2019:  Veaceslav Sofroni
- 2019: ?
- 2020–2021:  Veaceslav Sofroni
- 2021–2023:  Vladimir Moraru
- 15.07.2023–21.10.2023:  Vlad Goian
- od 21.10.2023:  Viorel Cojocaru (p.o.)

## Struktura klubu

### Stadion
Klub piłkarski rozgrywa swoje mecze domowe na stadionie Sparta we wsi Selemet, który może pomieścić 500 widzów. Na najwyższym poziomie gra na stadionie miejskim w Suruceni o pojemności 350 miejsc, który spełnia wymogi rozgrywek.

## Kibice i rywalizacja z innymi klubami

### Derby
- FC Cimișlia
- Petrocub Hîncești